# ミカンキジラミ
ミカンキジラミ（Diaphorina citri）とは、カメムシ目（半翅目）のキジラミ科に属する昆虫である。

## 特徴
幼虫、成虫とも柑橘類やゲッキツで樹液を吸って繁殖する。特にゲッキツを好む。卵は黄色で、幼虫は体長1ミリから2ミリ。成虫は体長約3ミリで、体色は赤褐色ないし黒褐色、前翅には特徴的なまだら模様があり、2か月以上生存する。また、成虫は樹木上で吸汁する際、頭を下にして腹部を持ち上げ、翅を斜め上に突き出す姿勢をとるといった特徴がある。ミカンキジラミの増殖は新梢の発生と関連しており、新梢発生時期には多く発生する。
なお、ミカンキジラミの幼虫に寄生するハチとして、ミカンキジラミトビコバチとミカンキジラミヒメコバチがある。また、豊橋技術科学大学の中鉢淳らの研究によれば、毒を作る細菌を体内の器官に共生させることによって、天敵から身を守っている。

## 植物への被害
ミカンキジラミ自体が植物に与える被害としては、吸汁によって部分的な枯死を発生させる程度である。しかしながら、柑橘類に致命的な被害を与えるカンキツグリーニング病（黄龍病、HLB）を媒介するため、重大な害虫として知られている。カンキツグリーニング病菌にはアジア型、アフリカ型、アメリカ型があり、アジア型 (Candidatus Liberibacter asiaticus) はミカンキジラミが媒介昆虫となる。罹病した木の樹液を吸うことで、病原体である細菌を保毒し、次に吸汁した木に伝染させる。日本においてはカンキツグリーニング病とともに特殊病害虫に指定されており、分布地域からの移動が制限されている。
ミカンキジラミは農薬に対しては高い感受性を示す。カンキツグリーニング病には効果的な薬剤がないため、予防にはミカンキジラミの駆除が重要である。また、ゲッキツはカンキツグリーニング病にかからないとされているが、ミカンキジラミはゲッキツでよく繁殖するため、柑橘類への感染を防ぐためには周囲のゲッキツに寄生する個体の駆除も重要である。

## 生息地

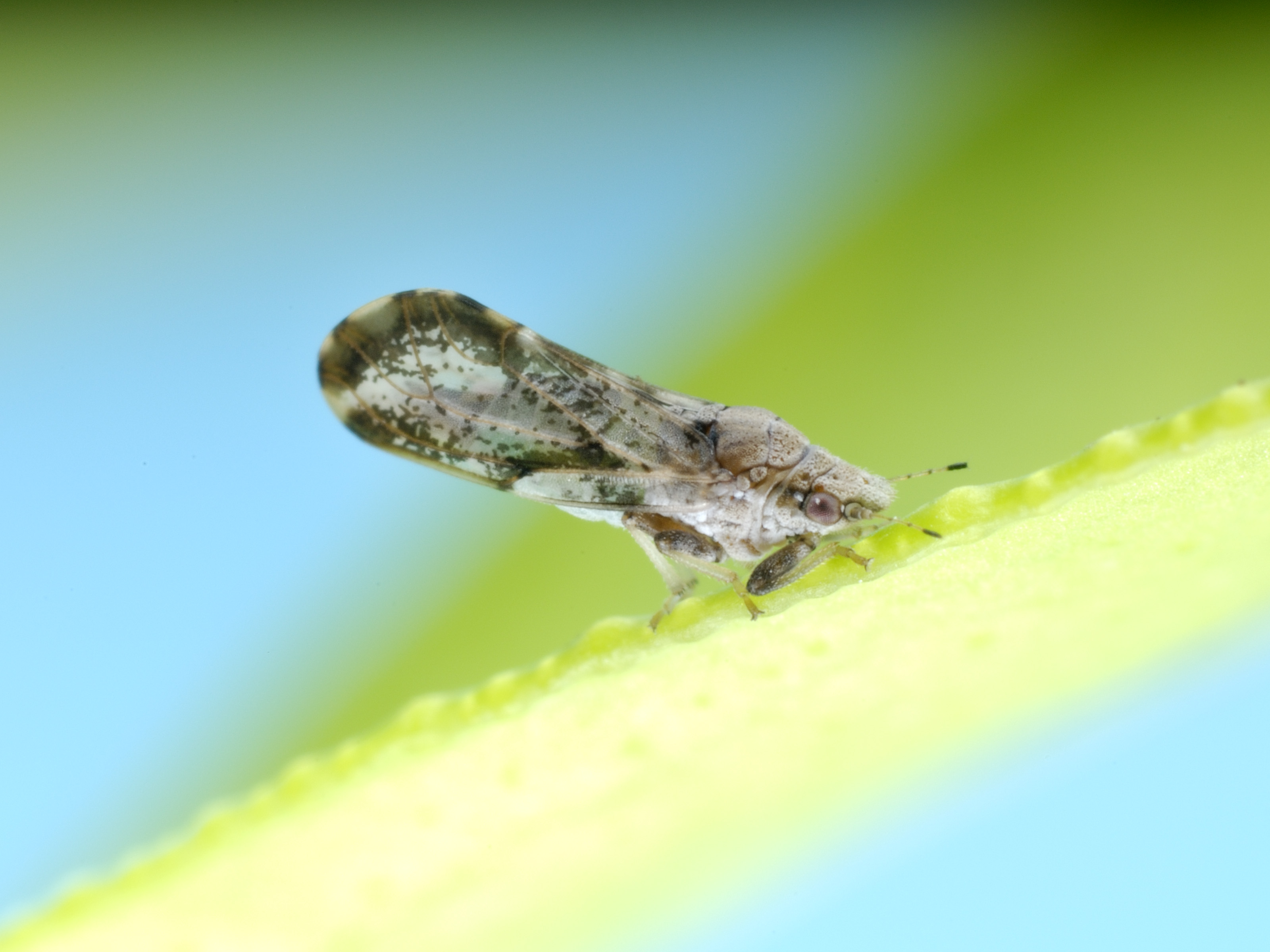
ミカンキジラミの成虫（フロリダ州農務局）

主に東南アジア、南西アジアや中近東などに生息する。アメリカ合衆国にはもともと生息していなかったが、1998 年にフロリダ州で、2001 年にはテキサス州で存在が確認された。
日本においては、もともと奄美大島以南の南西諸島にしか生息していなかったが、2002年には屋久島に北上したことが明らかになった。さらに、2006年には鹿児島県指宿市で発見され、本土上陸が確認されている。沖縄県、鹿児島県などの関係市町村及び植物防疫所などが駆除をすすめているが、根絶には至っていない。